# Julieta Agustí i Farreny
Julieta Agustí i Farreny (Lleida, 1952 - Llardecans, Segrià, 8 de juny de 2012) va ser una psicòloga, pedagoga, titellaire i gestora cultural, codirectora del Centre de Titelles de Lleida des del 1986 i també de la Fira de Titelles des del 1990.
Durant la seva infantesa i adolescència va viure a Lleida, fins que es va traslladar a Barcelona per estudiar Psicologia. Allà va conèixer Joan-Andreu Vallvé i Cordomí, el seu marit, especialista en l'art de les marionetes, i també creador i director artístic, amb qui va començar a col·laborar en diversos espectacles. El 1985 la Julieta i el seu marit es van traslladar a Lleida, buscant un lloc tranquil en el qual desenvolupar els seus projectes artístics i teatrals. Un any més tard, la Diputació de Lleida els va cedir un espai a la Caparrella, on van crear el Centre de Titelles, l'única entitat catalana dedicada únicament a la promoció i producció d'aquesta art escènica. La intenció era produir espectacles i desenvolupar activitats pedagògiques i de documentació sobre el món de les titelles. Vallvé aportava la part creativa i la Julieta era l'organitzadora, la portaveu i l'administradora. Junts també van crear l'any 1990 la Fira de Teatre de Titelles de Lleida.
Julieta Agustí va morir el 8 de juny del 2012, en un accident de trànsit a la carretera C-12, al terme de Llardecans, al Segrià.